# محمد إمام العبد
حمد إمام العَبْد (1862 - 1911) شاعر مصري، ومن الشعراء الظرفاء المشهورين في عصره. 
ولد في القاهرة لأبوين سودانيين بيعا فيها. تعلم في إحدى المدارس الابتدائية وحفظ القرآن، وبرز في كرة القدم. تنقل بين عدة مهن بسيطة وعاش بائسًا، حتى لقّب بـ«إمام البؤساء» فحاول التكسب بنشر شعره وأزجاله في بعض الصحف والمجلات. اشتهر بنظم الزجل واتصل بكبار أدباء عصره وساجلهم، وله معهم أخبار ونوادر كثيرة، وكان خطيبًا بارعًا. مرض في شيخوخته و «انهمك في كل موبقة» وأدمن الخمرة، وتوفي في القاهرة عن 50 عامًا. عاش عزبًا طول حياته ولم يتزوج، وهو القائل «أنا ليل، وكل حسناء شمس/ فاقتراني بها من المستحيل». له عدة مؤلفات في فن الزجل وأشعار لم يجمع في ديوان.

## سيرته
هو محمد إمام العبد وأصل أبويه من السودان، جلبا إلى مصر وبيعا فيها لبعض البيوتات الكبيرة، وكان والده بوابًا في حرس القصر العالي. ولد في القاهرة بإيالة مصر العثمانية سنة 1279 هـ / 1862 م ونشأ بها. تلقى علومه من القرآن وغيره في الكتّاب، ثم بالمدارس الأهلية. ثم اشتغل بنظم الشعر حتى أجاده، وبرز في فن الزجل، وصاحب بعض الشعراء، منهم أحمد عاشور وعزت صقر وغيرهم.

اهتم بالرياضة، وأولع بكرة القدم، وتفوق فغدا «كابتن مصر» حتى 1911. عاش حياته أعزب لم يتزوج، وكان يلقب نفسه «إمام البؤساء ورئيس حزبهم». و«كان لونه الأسود موقع التندر بين زملائه وعارفيه، فقاسى من جرائه كثيراً من ألوان التهكم والاستخفاف.» ويمكن أن يطلق عليه ضحية للعنصرية.

توفي سنة 1329 هـ / 1911 بالقاهرة ورثاه كثير من الأدباء والشعراء.

## شعره
اشتهر بنظم الزجل وهو يخوض بها جميع البحور. وله فكاهات ومساجلات ونوادر كثيرة مع أدباء عصره كالشيخ محمد عبده، وأحمد شوقي، وخليل مطران، وحافظ إبراهيم وغيرهم. و«كان خطيبًا مفوهًا هجاء مقذعًا في زجله، وديعًا، دمثًا، خفيف الروح في خلقه، فاحم اللون، ممتلئ الجسم، طويل القامة.» اشتهر بظرفه النادر، وخفّه روحه. جاء عنه في معجم البابطين «أكثر إنتاجه من الزجل، وشعره الفصيح قليل، نظمه على الموزون المقفى وتناول أغراضه وموضوعاته المألوفة.. كما نظم في تقريظ إحدى المجلات، وله قصائد متنوعة في الوصف..وله في الغزل مقطعات طريفة..كما وصف نفسه لائمًا على من لقبوه بالعبد مجازًا لسواد بشرته، وفي شعره روح فكهة ومسحة سخرية تجعله حسنًا ظريفًا بغير ابتذال، ولغته سلسة وصوره مبتكرة.»  ومن شعره «عذِّبي القلبَ»:

## آثاره
من مؤلفاته:
- «الحقائق الرياضية»، زجل في الرياضة، رسالة‌ صغيرة
- «الوقت الحالي»، نصائح زجلية
- «تاريخ شريف بك»
- «حكم الزمان في سفرية حلفا وأصوان»، زجل

وكتب عنه:
- «إمام البؤساء في حياته وشعره وأزجاله»، محمد عبد المجيد، 1920

## وصلات خارجية
- محمد إمام العبد على موقع أرشيف الشارخ.
- في «بوابة الشعراء»